# ماروین بارتلی
ماروین بارتلی (انگلیسی: Marvin Bartley؛ زادهٔ ۴ ژوئیهٔ ۱۹۸۶) بازیکن فوتبال اهل بریتانیا است.
از باشگاه‌هایی که در آن بازی کرده‌است می‌توان به باشگاه فوتبال همپتون و ریچموند بورو، باشگاه فوتبال ای‌اف‌سی بورنموث، باشگاه فوتبال هیبرنین، باشگاه فوتبال ردینگ، باشگاه فوتبال دیدکات تاون، باشگاه فوتبال برنلی، باشگاه فوتبال بورنهام، و باشگاه فوتبال لیتون اورینت اشاره کرد.